# جوان سي وليامز
جوان سي وليامز هي باحثة قانونية نسائية بارزة تركز عملها على القضايا التي تواجه النساء في مكان العمل. وهي تعمل حاليًا كمديرة مؤسّسة في مركز قانون حياة العمل. وليامز هي أيضا أستاذة متميزة في القانون في جامعة كاليفورنيا، قانون مدرسة هاستينغز. تساهم ويليامز أيضًا في مدونة هارفارد بزنس ريفيو، هافينغتون بوست، مدونة مجلة علم نفس اليوم.

## التعليم
حصلت جوان سي وليامز على درجة البكالوريوس. في التاريخ من جامعة ييل، درجة الماجستير في تخطيط المدن من معهد ماساتشوستس للتكنولوجيا، ودكتوراه من كلية الحقوق بجامعة هارفارد.

## المرأة في مكان العمل
كان التركيز الأساسي لعمل وليامز هو حول عدم المساواة بين الجنسين في مكان العمل وعدم وجود النساء في المناصب القيادية. وهي تنظر في كيفية توقع تأثير النجاح الوظيفي لكل من النساء والرجال. ترتكز حججها الرئيسية على الحاجة إلى إعادة تعريف الأدوار الخاصة بالرجال والنساء من أجل السماح بالمزيد من المساواة بين الجنسين في القوى العاملة.
في النوع الاجتماعي غير المتكافئ: لماذا الصراع بين الأسرة والعمل وماذا تفعل حيال ذلك، الفائزة بجائزة غوستافوس مايرز لأفضل كتاب في عام 2000، تجادل أنه من أجل أن تكون هناك فرصة متكافئة للرجال والنساء في مكان العمل، يجب أن تتحرر المرأة من مسؤوليتها المحصورة تقليديا في تربية الأطفال، والتدبير المنزلي، وغيرها من الواجبات المنزلية؛ لكن الرجال بحاجة إلى أن يتحرروا من عبء دورهم الحصري التقليدي كعائل للعائلة.
في كتابها الأخير «ما الذي يحدث للنساء في العمل: أربعة أنماط تحتاج النساء العاملات إلى معرفتها»، شاركت في تأليفها مع ابنتها راشيل ديمبسي، وهي تحدد أربعة عقبات خاصة تواجهها النساء:
- الضغط على المرأة لإثبات كفاءتها باستمرار في العمل.
- ضرورة أن تجد المرأة التوازن الصحيح بين الذكورة والأنوثة في مكان العمل.
- القضية التي نوقشت منذ فترة طويلة من الأمهات موازنة المسؤوليات في المنزل والعمل.
- فكرة أن استراتيجيات المرأة لحل هذه القضايا تختلف، وكثيرًا ما يشعرون بأنهم مجبرون على المجادلة في طريقهم وضد طرق النساء الأخريات.

## مركز قانون حياة العمل
أسست ويليامز مركز قانون حياة العمل بهدف خلق مبادرات جديدة من شأنها أن تساعد النساء على النجاح في مكان العمل، والتي وصفتها بأنها توقفت، حيث وصل اشتراك المرأة في مكان العمل إلى قمتة في التسعينيات. يهدف المركز إلى إيجاد حلول ملموسة ودائمة للعديد من المشاكل التي تواجهها النساء.
يحاول الكثير من العمل المنجز أن يدمج البحث مع السياسة من أجل تغيير المواقف تجاه النساء العاملات، وخلق أساليب جديدة للنساء ليصبحن قادة، كما يدمج ويعترف بأن المواقف بين الجنسين كذلك تحتاج إلى تغيير بالنسبة للرجال. حتى الآن، نجحت ويليامز وزملاؤها في صياغة أفضل الممارسات الجديدة، والنظريات القانونية، والسياسات، وحتى إطارًا لتقييم الأداء الذي يدمج الأبحاث حول قضايا النوع الاجتماعي في مكان العمل.
لديها مركز القانون الحياة العملية أيضا كسلسلة من المبادرات وورش العمل التي تهدف إلى تزويد النساء بالمهارات والدعم من أجل أن يصبحوا قادة في أماكن عملهم ويوفر أيضا الشركات والمؤسسات بالمعلومات والتدريب على كيفية خلق بيئة تسمح للنساء للمضي قدما. بالإضافة إلى ذلك، يعمل مشروع التعلم الخاص بالتحيز الجنسي مع الجامعات للاحتفاظ بالنساء في برامج العلوم والتكنولوجيا والهندسة والرياضيات.

## روابط خارجية
- http://worklifelaw.org/publications/
- http://www.women2.com/tag/joan-c-williams/
- http://www.uchastings.edu/academics/faculty/facultybios/williams/